# Olga Prager
Olga Prager (11. března 1872 ve Vídni - 26. dubna 1930 tamtéž) byla rakouská malířka a v roce 1897 jedna ze zakladatelů Umělecké školy pro ženy a dívky (Kunstschule für Frauen und Mädchen), později Vídeňské ženské akademie (Wiener Frauenakademie).

## Život

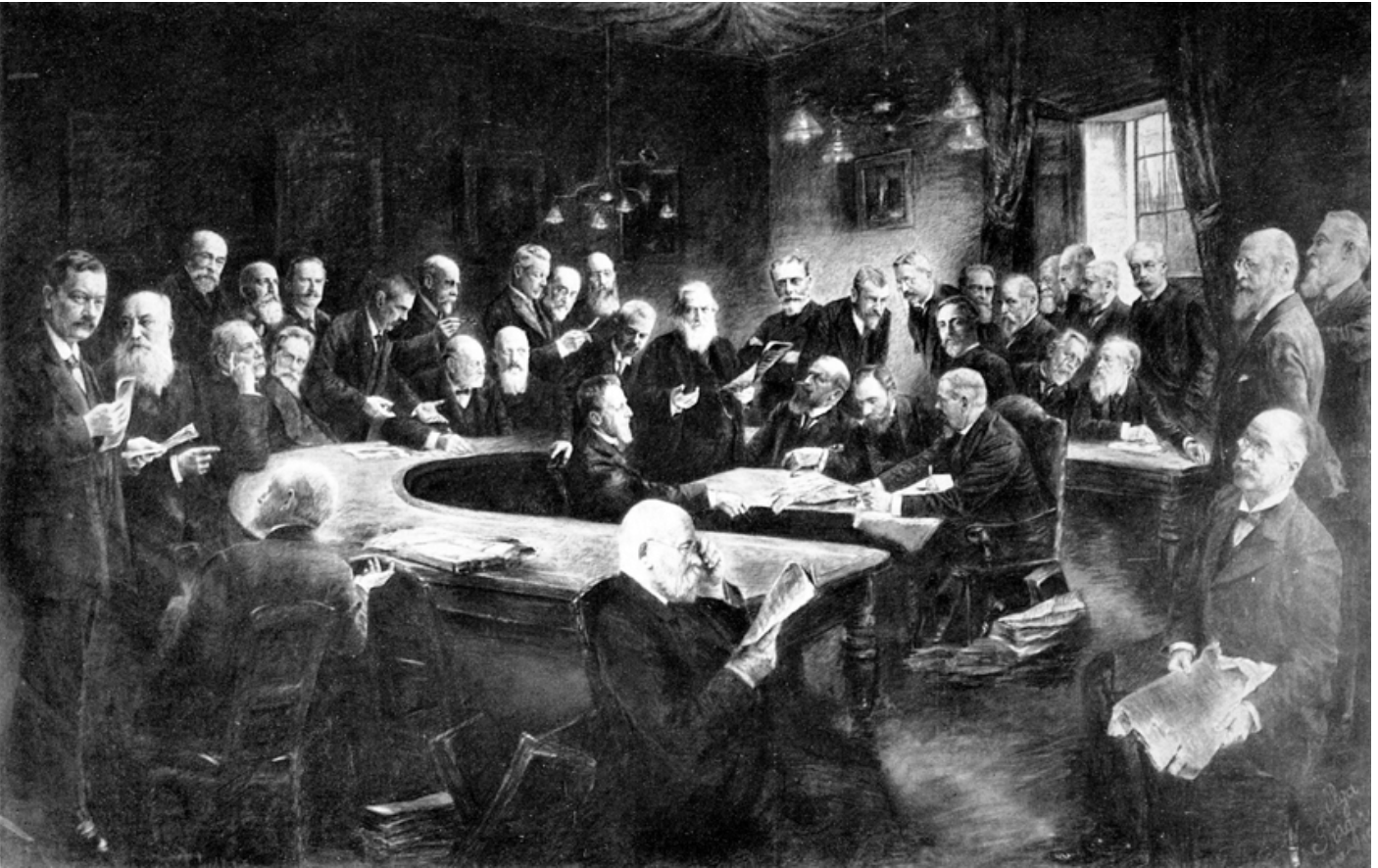
Profesoři lékařské univerzity ve Vídni, kresba křídou, Vídeň 1908–1910

Narodila se ve vídeňské měšťanské rodině a svůj výtvarný talent rozvinula mimo jiné studiem u malíře Adalberta Seligmanna. Zabývala se především portrétní malbou, známé jsou její skupinové portréty vídeňských profesorů medicíny (1908) a členů Akademie věd (1912). Byla známá také v USA. V listopadu 1913 odcestovala do Ameriky, aby zobrazila 120 členů Národní akademie pro Carnegie Institution ve Washingtonu. Kvůli vypuknutí války však musela práci zrušit.
Její návrh na založení veřejné Umělecké školy pro ženy a dívky v roce 1897 vzešel z toho, že ženy, které chtěly studvat malbu, grafiku nebo sochařství, nesměly studovat na Akademii, mohly pouze navštěvovat soukromé hodiny.
V roce 1929 jí byla udělena Stříbrná medaile za zásluhy Rakouské republiky (Silbernes Verdienstzeichen der Republik Österreich) za její angažovanost v umělecké škole pro ženy a dívky.
Zemřela náhle v roce 1930 na infarkt.